# Négyzethüvelyk
A négyzethüvelyk vagy négyszöghüvelyk föld-, illetve terület-mértékegység. Németül Quadratzoll.

## Története
Magyar mértékként osztrák előzménnyel indult a 19. században. Hosszmértékből (hüvelyk) szabályosan, hatványozással kialakított területmérték. Nagyságrendje miatt inkább csak számítási egység volt, elsősorban a műszaki gyakorlatban.

## Alegységei
- Bécsi négyszöghüvelyk (144 bécsi négyszögvonal = 6,93 cm²)